# Torneio Pré-Olímpico da CONCACAF Sub-23
O Torneio Pré-Olímpico da CONCACAF Sub-23, é uma competição de futebol que classifica as seleções da América do Norte, Central e Caribe para participar do Torneio de Futebol dos Jogos Olímpicos, que ocorre a cada 4 anos desde 1900. 

## Campeões
Nota: O torneio de 1960 é um torneio combinado de equipes da CONMEBOL  e da CONCACAF, e não é contabilizado pela CONCACAF.
| Ano           | Sede           | Campeão              | Vice                 | Terceiro lugar       | Quarto lugar         |
| ------------- | -------------- | -------------------- | -------------------- | -------------------- | -------------------- |
| 1960 Detalhes | Peru           | Argentina            | Peru                 | Brasil               | México               |
| 1964 Detalhes | México         | México               | Suriname             | Estados Unidos       | Panamá               |
| 1968 Detalhes | Não houve      | Não ouve campeonato  | Não ouve campeonato  | Não ouve campeonato  | Não ouve campeonato  |
| 1972 Detalhes | Não houve      | México               | Estados Unidos       | Guatemala            | Jamaica              |
| 1976 Detalhes | Não houve      | México               | Guatemala            | Cuba                 |                      |
| 1980 Detalhes | Não houve      | Costa Rica           | Estados Unidos       | Suriname             |                      |
| 1984 Detalhes | Não houve      | Costa Rica           | Canadá               | Cuba                 |                      |
| 1988 Detalhes | Não houve      | Não houve campeonato | Não houve campeonato | Não houve campeonato | Não houve campeonato |
| 1992 Detalhes | Não houve      | Estados Unidos       | México               | Canadá               | Honduras             |
| 1996 Detalhes | Canadá         | México               | Canadá               | Costa Rica           | Jamaica              |
| 2000 Detalhes | Estados Unidos | Honduras             | Estados Unidos       | México               | Guatemala            |
| 2004 Detalhes | México         | México               | Costa Rica           | Honduras             | Estados Unidos       |
| 2008 Detalhes | Estados Unidos | Honduras             | Estados Unidos       | Canadá               | Guatemala            |
| 2012 Detalhes | Estados Unidos | México               | Honduras             | El Salvador          | Canadá               |
| 2015 Detalhes | Estados Unidos | México               | Honduras             | Estados Unidos       | Canadá               |
| 2020 Detalhes | México         | México               | Honduras             | Estados Unidos       | Canadá               |

## Artilheiros
| 1964 - Carl Gentile - 4 gols - Aaron Padilla - 4 gols 1968 - Juan Ramon Martinez - 3 gols 1972 - Leonard Cuellar - 4 gols - Mike Seeray - 4 gols 1976 - Hugo Sanchez - 4 gols | 1980 - Don Ebert - 3 goals - Javier Jimenez - 3 gols 1984 - Mike Sweeney - 2 gols 1988 - Brent Goulet - 6 gols 1992 - Steve Snow - 8 gols | 1996 - Ronald Gomez - 6 gols 2000 - Chris Albright - 2 gols - Josh Wolff - 2 gols - Joaquin Beltran - 2 gols - Carlos Ruiz - 2 gols - David Suazo - 2 gols 2004 - Alecko Eskandarian - 3 gols - Bobby Convey - 3 gols - Emil Martinez - 3 gols 2008 - Freddy Adu - 4 gols | 2012 - Marco Fabián - 5 gols - Alan Pulido - 5 gols 2015 - Alberth Elis - 4 gols - Jerome Kiesewetter - 4 gols |

## Vencedores por países
| Time           | Campeão                                            | Vice                 |
| -------------- | -------------------------------------------------- | -------------------- |
| México         | 8 (1964, 1972, 1976, 1996, 2004, 2012, 2015, 2020) | 1 (1992)             |
| Estados Unidos | 2 (1988, 1992)                                     | 3 (1980, 2000, 2008) |
| Honduras       | 2 (2000, 2008)                                     | 2 (2012, 2015, 2020) |
| Costa Rica     | 2 (1980, 1984)                                     | 1 (2004)             |
| El Salvador    | 1 (1968)                                           |                      |
| Argentina      | 1 (1960)                                           |                      |
| Guatemala      |                                                    | 3 (1972, 1976, 1988) |
| Canadá         |                                                    | 2 (1984, 1996)       |
| Suriname       |                                                    | 1 (1964)             |
| Peru           |                                                    | 1 (1960)             |

## Participações das Olimpíadas
| R | País                  | Participações | Ano                                                                                |
| - | --------------------- | ------------- | ---------------------------------------------------------------------------------- |
| 1 | Estados Unidos        | 14            | 1904, 1924, 1928, 1936, 1948, 1952, 1956, 1972, 1984, 1988, 1992, 1996, 2000, 2008 |
| 2 | México                | 11            | 1928, 1948, 1964, 1968, 1972, 1976, 1992, 1996, 2004, 2012, 2016                   |
| 3 | Honduras              | 4             | 2000, 2008, 2012, 2016                                                             |
| 4 | Canadá                | 3             | 1904, 1976, 1984                                                                   |
| 4 | Costa Rica            | 3             | 1980, 1984, 2004                                                                   |
| 4 | Guatemala             | 3             | 1968, 1976, 1988                                                                   |
| 7 | Cuba                  | 2             | 1976, 1980                                                                         |
| 8 | El Salvador           | 1             | 1968                                                                               |
| 8 | Antilhas Neerlandesas | 1             | 1952                                                                               |